# Rapana

Mapa da Decápole mostrando a localização de Rapana

Rapana, atualmente no norte da Jordânia, era uma cidade da Decápole. Acredita-se que esteja ao norte de Umm Qais na planície de Abilene. Era a base das legiões romanas III Gálica e XII Fulminata.